# Geaya aureolucens
Geaya aureolucens is een hooiwagen uit de familie Sclerosomatidae.